# Paul Bajlitz
Paul Bajlitz est un joueur de football autrichien né le 26 décembre 1951 à Wels. Il évoluait au poste de milieu de terrain.

## Biographie
Avec le Standard de Liège, il remporte la Coupe de la Ligue Pro en 1975 dès les premiers mois de son arrivée au sein du club mais n'arrive guère à s'imposer dans l'effectif.

## Palmarès
- Vainqueur de la Coupe de la Ligue Pro en 1975 avec le Standard de Liège.
- Vainqueur de la Coupe d'Autriche en 1981 avec le Grazer AK.